# ロン・ヤンス
ロン・ヤンス（Ron Jans、1958年9月29日 - ）は、オランダのオーファーアイセル州ズヴォレ出身の元サッカー選手、サッカー指導者。

## 経歴
地元PECズヴォレのアカデミー出身。オランダ時代はフォワードとしてプレーした。
1976年、当時エールステ・ディヴィジ（2部リーグ）のPECズヴォレで選手キャリアをスタートし、翌シーズンエールディヴィジ（1部リーグ）昇格に貢献した。1982年FCフローニンゲンに移籍し、UEFAカップ1983-84ではアトレティコ・マドリード相手にゴールを決めている。1984年、ローダJCに移籍した。
1987年、ハンス・オフト監督に誘われてJSL1部所属のマツダSC（サンフレッチェ広島の前身）に入団する。同年、攻撃的なMFとして、ハーフナー・ディドや信藤克義（信藤健仁）、松田浩、小林伸二、猿沢茂、高橋真一郎らと共に、同シーズンの天皇杯決勝進出に貢献したが、JSLではシーズン終了後2部に降格してい、オフト監督退任と同時にマツダを退団した。
その後オランダに戻り、1988年BVフェーンダムに移籍し、1991年現役引退した。
現役と並行して教師の資格をとっており、現役引退後は一旦フローニンゲンにあるインターナショナルスクールのマールテンス大学でドイツ語教師をしていた。それと並行してアマチュアクラブでサッカー指導者の道を歩み始めた。2000年、アキレス1894をアマチュアチャンピオンに導いている。
BVOエメンでアシスタントコーチを務めていた2002年10月、成績不振により退任したドワイト・ローデヴェーヘス監督の後を継いでFCフローニンゲン監督に就任し、8試合で勝ち点1しか取れずにいたチームを残留させた。2005-06シーズンは5位に食い込み、14年ぶりのUEFAカップ出場に導いた。2010年に勇退した。
2010年夏、フローニンゲンのライバルチームであるSCヘーレンフェーン監督に就任した。エースストライカーのバス・ドストとの関係がこじれた こともあり、1年目は下位に低迷したが、2年目である2011-12シーズンでは途中段階でリーグ3位に入り一時は優勝争いを演じた。別のクラブでの指揮を望んだことから、同シーズン末に契約満了により退任した。
2012年5月、ベルギーの名門であるスタンダール・リエージュ監督に就任した ものの、成績不振により同年10月に解任された。
2013年、古巣PECズヴォレに監督として復帰する。いきなりこのシーズンのKNVBカップ優勝、クラブ史上初のタイトルを獲得した。

## 個人成績
| 国内大会個人成績 | 国内大会個人成績 | 国内大会個人成績 | 国内大会個人成績       | 国内大会個人成績 | 国内大会個人成績 | 国内大会個人成績 | 国内大会個人成績 | 国内大会個人成績 | 国内大会個人成績 | 国内大会個人成績 | 国内大会個人成績 |
| 年度             | クラブ           | 背番号           | リーグ                 | リーグ戦         | リーグ戦         | リーグ杯         | リーグ杯         | オープン杯       | オープン杯       | 期間通算         | 期間通算         |
| 年度             | クラブ           | 背番号           | リーグ                 | 出場             | 得点             | 出場             | 得点             | 出場             | 得点             | 出場             | 得点             |
| オランダ         | オランダ         | オランダ         | オランダ               | リーグ戦         | リーグ戦         | リーグ杯         | リーグ杯         | KNVBカップ       | KNVBカップ       | 期間通算         | 期間通算         |
| ---------------- | ---------------- | ---------------- | ---------------------- | ---------------- | ---------------- | ---------------- | ---------------- | ---------------- | ---------------- | ---------------- | ---------------- |
| 1976-77          | ズヴォレ         |                  | エールステ・ディヴィジ | 7                | 1                |                  |                  |                  |                  |                  |                  |
| 1977-78          | ズヴォレ         |                  | エールステ・ディヴィジ | 31               | 14               |                  |                  |                  |                  |                  |                  |
| 1978-79          | ズヴォレ         |                  | エールディヴィジ       | 33               | 3                |                  |                  |                  |                  |                  |                  |
| 1979-80          | ズヴォレ         |                  | エールディヴィジ       | 24               | 3                |                  |                  |                  |                  |                  |                  |
| 1980-81          | ズヴォレ         |                  | エールディヴィジ       | 33               | 11               |                  |                  |                  |                  |                  |                  |
| 1981-82          | ズヴォレ         |                  | エールディヴィジ       | 29               | 12               |                  |                  |                  |                  |                  |                  |
| 1982-83          | フローニンゲン   |                  | エールディヴィジ       | 34               | 12               |                  |                  |                  |                  |                  |                  |
| 1983-84          | フローニンゲン   |                  | エールディヴィジ       | 29               | 4                |                  |                  |                  |                  |                  |                  |
| 1984-85          | ローダ           |                  | エールディヴィジ       | 34               | 4                |                  |                  |                  |                  |                  |                  |
| 1985-86          | ローダ           |                  | エールディヴィジ       | 31               | 2                |                  |                  |                  |                  |                  |                  |
| 1986-87          | ローダ           |                  | エールディヴィジ       | 34               | 4                |                  |                  |                  |                  |                  |                  |
| 日本             | 日本             | 日本             | 日本                   | リーグ戦         | リーグ戦         | JSL杯            | JSL杯            | 天皇杯           | 天皇杯           | 期間通算         | 期間通算         |
| 1987-88          | マツダ           |                  | JSL1部                 | 16               | 1                |                  |                  |                  |                  |                  |                  |
| オランダ         | オランダ         | オランダ         | オランダ               | リーグ戦         | リーグ戦         | リーグ杯         | リーグ杯         | KNVBカップ       | KNVBカップ       | 期間通算         | 期間通算         |
| 1988-89          | フェーンダム     |                  | エールディヴィジ       | 34               | 4                |                  |                  |                  |                  |                  |                  |
| 1989-90          | フェーンダム     |                  | エールステ・ディヴィジ | 10               | 1                |                  |                  |                  |                  |                  |                  |
| 1990-91          | フェーンダム     |                  | エールステ・ディヴィジ | 10               | 0                |                  |                  |                  |                  |                  |                  |
| 通算             | オランダ         | オランダ         | エールディヴィジ       | 315              | 59               |                  |                  |                  |                  |                  |                  |
| 通算             | オランダ         | オランダ         | エールステ・ディヴィジ | 58               | 16               |                  |                  |                  |                  |                  |                  |
| 通算             | 日本             | 日本             | JSL1部                 | 16               | 1                |                  |                  |                  |                  |                  |                  |
| 総通算           | 総通算           | 総通算           | 総通算                 | 389              | 76               |                  |                  |                  |                  |                  |                  |

## 監督成績
2023年6月28日現在
| クラブ                   | 就任           | 退任           | 記録 | 記録 | 記録 | 記録 | 記録  | 記録 | 記録 | 記録   |
| クラブ                   | 就任           | 退任           | 試   | 勝   | 分   | 敗   | 得    | 失   | 差   | 勝率   |
| ------------------------ | -------------- | -------------- | ---- | ---- | ---- | ---- | ----- | ---- | ---- | ------ |
| フローニンゲン           | 2002年10月21日 | 2010年6月30日  | 310  | 128  | 66   | 116  | 455   | 435  | +20  | 041.29 |
| ヘーレンフェーン         | 2010年7月1日   | 2012年5月29日  | 75   | 33   | 21   | 21   | 164   | 122  | +42  | 044.00 |
| スタンダール・リエージュ | 2012年5月29日  | 2012年10月22日 | 12   | 5    | 1    | 6    | 24    | 23   | +1   | 041.67 |
| ズヴォレ                 | 2013年6月30日  | 2017年6月20日  | 159  | 61   | 36   | 62   | 251   | 244  | +7   | 038.36 |
| シンシナティ             | 2019年8月4日   | 2020年2月17日  | 10   | 1    | 4    | 5    | 8     | 20   | −12  | 010.00 |
| トゥウェンテ             | 2020年6月17日  | 2023年6月30日  | 116  | 56   | 31   | 29   | 194   | 128  | +66  | 048.28 |
| 合計                     | 合計           | 合計           | 682  | 284  | 159  | 239  | 1,096 | 972  | +124 | 041.64 |

## タイトル

### 指導者時代
PECズヴォレ
- KNVBカップ：1回（2013-14）
- ヨハン・クライフ・スハール：1回（2014）